# Friedrich Koncilia
Friedrich Koncilia (Klagenfurt, 25 de febrer de 1948) és un futbolista austríac retirat de les dècades dels 70 i 80.
El club on més temporades jugà fou el FC Wacker Innsbruck, on va romandre vuit temporades. Després marxà al RSC Anderlecht (Bèlgica), però retornà aviat al futbol austríac per acabar la seva carrera a l'Austria Wien. Una lesió d'esquena forçà la seva retirada als 37 anys.
Debutà amb la selecció d'Àustria el setembre de 1970 en un amistós davant Hongria. Participà en els Mundials de 1978 i 1982. Fou 84 cops internacional. El seu darrer partit fou el maig de 1985 davant Xipre.
La temporada 1997-1998 fou entrenador de Gamba Osaka, al Japó.

## Palmarès
- Lliga austríaca de futbol (8):
  - 1972, 1973, 1975, 1977, 1980, 1981, 1984, 1985
- Copa austríaca de futbol (6):
  - 1973, 1975, 1978, 1980, 1982, 1984
- Copa Mitropa (2):
  - 1975, 1976